# Gustave Bebbe
Gustave Anicet Bebbe Mbangue (Yaoundé, 22 giugno 1982) è un ex calciatore camerunese, di ruolo attaccante.

## Carriera

### Club
Dopo aver iniziato la carriera in patria si è trasferito in Turchia, in cui ha complessivamente giocato 140 partite e segnato 42 gol in prima divisione, più 8 partite e 2 gol nella coppa nazionale turca.

### Nazionale
Ha preso parte ai Giochi Olimpici di Pechino 2008, nei quali ha giocato quattro partite senza segnare. Ha anche giocato 3 partite segnando 1 gol con la nazionale maggiore.

## Palmarès

### Club

#### Competizioni nazionali
- Campionato camerunese: 2

Cotonsport Garoua: 2004, 2005
- Coppa del Camerun: 1

Cotonsport Garoua: 2004